# Pobeda (Fluggesellschaft)
Pobeda (russisch Победа ‚Sieg‘) ist eine russische Billigfluggesellschaft, hundertprozentige Tochter von Aeroflot und als solche Nachfolgegesellschaft der Dobrolet Airlines.

## Geschichte

Das Logo auf Russisch

Pobeda nahm den Flugbetrieb am 1. Dezember 2014 zwischen Moskau und Wolgograd auf.
Eine Rechtsvorschrift, welche besagte, dass russische Fluggesellschaften erst zwei Jahre auf Inlandsstrecken fliegen müssen, bevor sie Ziele im Ausland ansteuern dürfen, wurde eigens für Pobeda geändert; die Änderung erlaubt den Tochtergesellschaften von internationalen Fluggesellschaften das sofortige Ansteuern von Auslandszielen. Die Passagierzahl wuchs dementsprechend 2016 um 38 Prozent, besonders nachdem sich ausländische Billigfluggesellschaften aus Russland zurückzogen und Pobeda den Billigmarkt praktisch konkurrenzlos für sich hatte.
Im Jahr 2015 war die Fluggesellschaft die Nummer 7 in Russland, im Jahr 2016 war sie die sechstgrößte im Land.
Der Flugplan im Januar 2019 umfasste 27 wöchentliche Abflüge von St. Petersburg ins Ausland und nach Passagieraufkommen war die Gesellschaft auf die vierte Stelle hinter Aeroflot, S7 und Rossija gerückt.
Nach dem russischen Überfall auf die Ukraine 2022 wurde der EU-Luftraum im März 2022 für russische Flugzeuge geschlossen. Im April 2022 wurde die Gesellschaft zusätzlich auf die als „Schwarze Liste“ bezeichnete EU-Flugsicherheitsliste gesetzt und ihr damit der Betrieb in der EU untersagt. Grund dafür ist, dass die russische Föderale Agentur für Lufttransport russischen Gesellschaften erlaubte, ausländische Luftfahrzeuge ohne gültiges Lufttüchtigkeitszeugnis zu betreiben. Ende März hatte Pobeda ihre Flotte um 40 Prozent von 41 Flugzeugen auf 25 reduziert. Trotzdem beförderte Pobeda nach S7 nun am zweitmeisten Passagiere, mehr als Aeroflot. Die Zahl der Passagiere sank im zweiten Quartal um 32,5 % gegenüber dem gleichen Zeitraum im Jahr 2021.

## Flugziele
Pobeda fliegt neben Zielen innerhalb Russlands auch Ziele im Nahen Osten und Asien an.

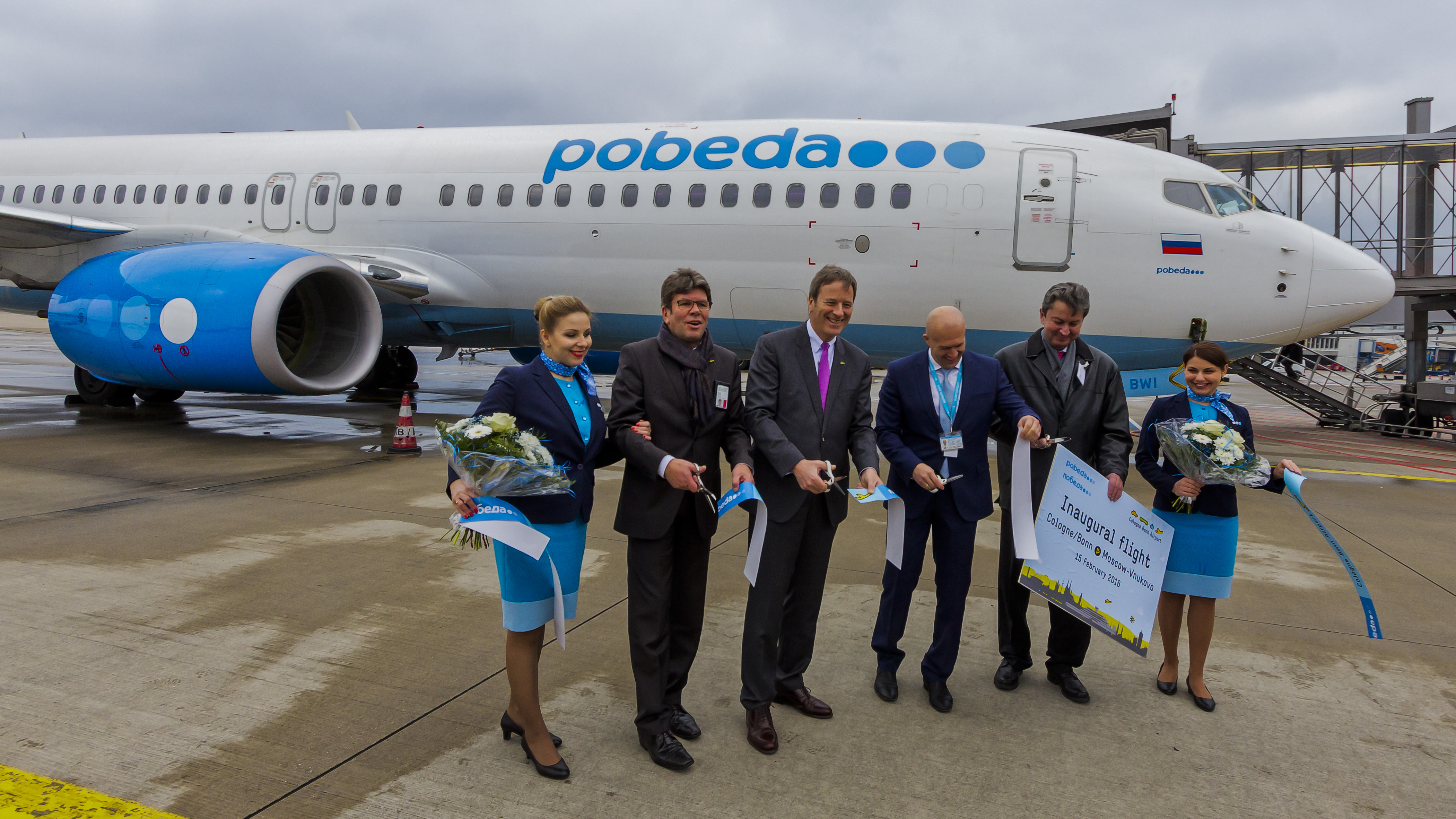
Zeremonie zum Erstflug Köln/Bonn–Moskau

## Flotte
Mit Stand August 2025 besteht die Flotte der Pobeda aus 42 Flugzeugen mit einem Durchschnittsalter von 8,4 Jahren:
| Flugzeugtyp    | Anzahl | bestellt | Anmerkungen               | Sitzplätze | Bild |
| -------------- | ------ | -------- | ------------------------- | ---------- | ---- |
| Boeing 737-800 | 42     |          | mit Winglets ausgestattet | 189        |      |

Die Flugzeuge flogen nach Angaben der Wirtschaftszeitung Wedomosti im Jahr 2017 mit 15 bis 16 Stunden die höchsten täglichen Flugzeiten aller weltweit eingesetzten Boeing 737.
Im Jahr 2020 war geplant, dass bis 2023 50 Boeing 787-800 von Aeroflot zur Pobeda wechseln. Pobeda hatte zu dem Zeitpunkt 30 Boeing 737-800.

### Sonderbemalungen
Stand Dezember 2024 besitzt Pobeda 4 Sonderbemalungen:
| Kennzeichen | Bemalung                                                    | Bedeutung                                                  | Foto |
| ----------- | ----------------------------------------------------------- | ---------------------------------------------------------- | --- |
| RA-73298    | Stavropol Livery                                            | Bemalung über Stawropol                                    | |
| RA-73299    | Pearl of the Baltic Livery                                  | Bemalung über Kaliningrad                                  | |
| RA-73358    | Вдохновляем на путешествия "Wir inspirieren Sie zum Reisen" | Inspiration für das Reisen                                 | Bild gesucht Die Wikipedia wünscht sich an dieser Stelle ein Bild vom hier behandelten Ort. Weitere Infos zum Motiv findest du vielleicht auf der Diskussionsseite . Falls du dabei helfen möchtest, erklärt die Anleitung , wie das geht. BW |
| RA-73297    | Моя мама на борту "Meine Mama ist an Bord"                  | Sonderbemalung zu Ehren des Jahres der Familie in Russland | Bild gesucht Die Wikipedia wünscht sich an dieser Stelle ein Bild vom hier behandelten Ort. Weitere Infos zum Motiv findest du vielleicht auf der Diskussionsseite . Falls du dabei helfen möchtest, erklärt die Anleitung , wie das geht. BW |

## Sonstiges
- Die Gepäckregelungen bei Pobeda sind – auch im Vergleich zu anderen bekannten Billigflug-Airlines – sehr restriktiv. Ohne Aufpreis ist nur ein kleines Handgepäckstück mit den maximalen Maßen von 36 × 30 × 27 cm zugelassen. Gepäck, das über diese Menge hinausgeht, muss kostenpflichtig aufgegeben werden.[20]